# Sotchi (fleuve)
Le fleuve Sotchi coule dans le kraï de Krasnodar (sud de la Russie) en prenant sa source sur le flanc sud de la Bolchaïa Tchoura dans le Grand Caucase à 2 250 mètres d'altitude et se jette, après avoir suivi la direction ouest sud-ouest, 45 kilomètres plus loin dans la mer Noire à Sotchi, ville qui a reçu son nom en 1896, d'après ce fleuve. C'est le troisième cours d'eau du Grand Sotchi d'après sa longueur, après la Mzymta - dont l'embouchure est à Adler - et le Tchakhé qui traverse Lazarevskoïe.

## Géographie
Ses affluents sont  dans son cours supérieur la Oussia (droite), l'Ats (gauche), l'Ajek (droite). Elle reçoit l'Agoua (droite) à quinze kilomètres de son embouchure, puis plus en aval la Bezoumenka et forme la chute d'eau d'Orekhovka. Ensuite, le fleuve se dirige vers le sud, traversant les localités de Baranovka et Plastounka. Elle est ensuite canalisée, lorsqu'elle traverse les différents minidistricts urbains du district central du Grand Sotchi: Passetchnaïa, Trouda, Zaretchny, Donskaïa, Gagarina, Novy Sotchi et enfin le minidistrict central de Sotchi.

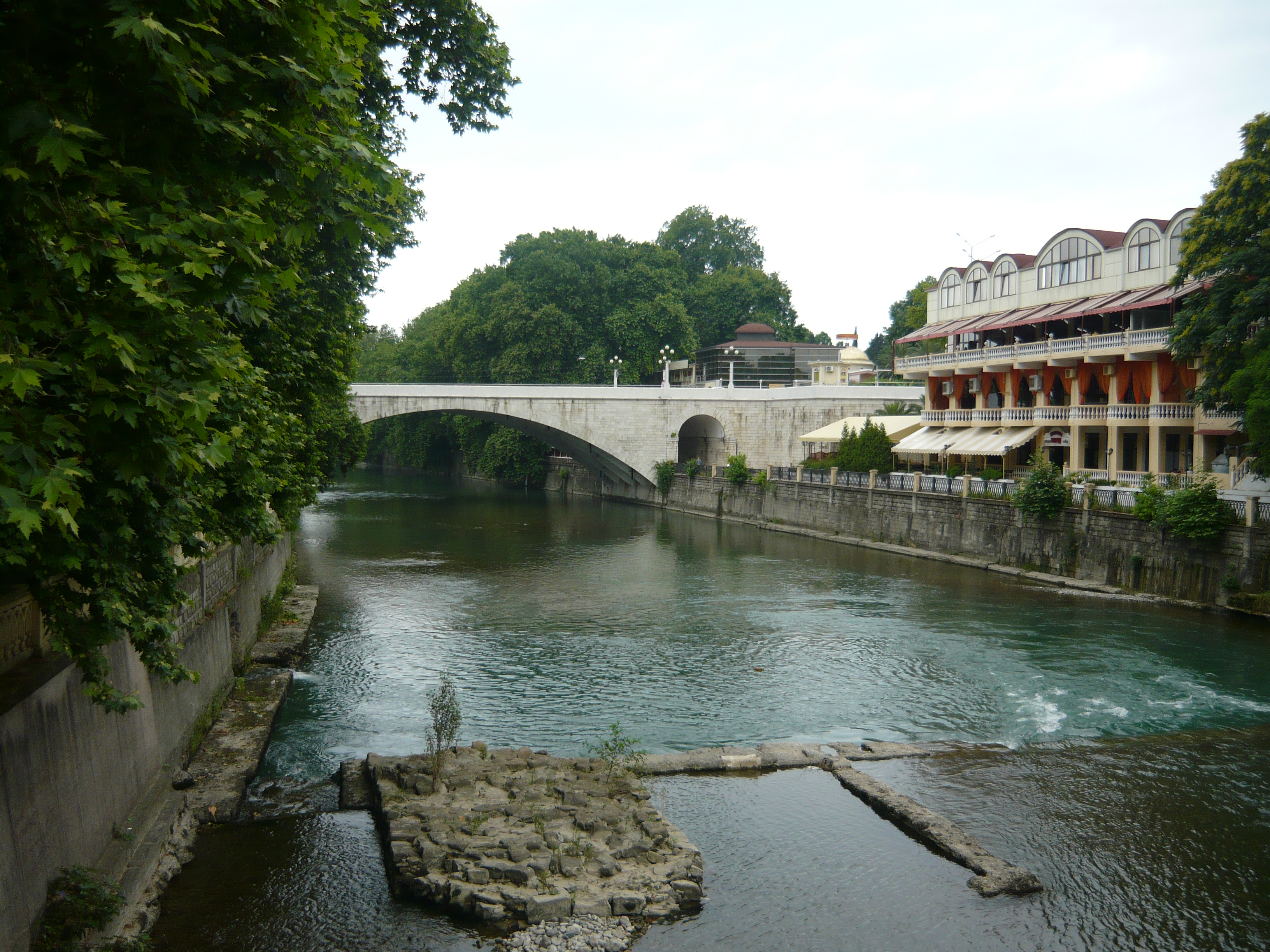
Le fleuve passant sous le pont de la Riviera (Riviersky Most), dans le district central de Sotchi.

## Source
- (es) Cet article est partiellement ou en totalité issu de l’article de Wikipédia en espagnol intitulé « Río Sochi » (voir la liste des auteurs).